# Tumidihesma flaviceps
Tumidihesma flaviceps is een vliesvleugelig insect uit de familie Colletidae. De wetenschappelijke naam van de soort is voor het eerst geldig gepubliceerd in 1996 door Exley.